# Норуок (Кънектикът)
Норуок (на английски: Norwalk) е град в североизточната част на Съединените американски щати, част от окръг Феърфийлд на щата Кънектикът. Населението му е около 88 000 души (2014).
Разположен е на 11 метра надморска височина в крайбрежната низина на Нова Англия, на северозападния бряг на Лонгайлъндския проток и на 60 километра североизточно от централната част на Ню Йорк. Селището е основано през 1640 година, а днес е предградие в агломерацията на Ню Йорк. В града се намират седалищата на големи предприятия, като „Ксерокс“ и „Букинг“.

## Известни личности
Родени в Норуок
- Чарли Дамелио (р. 2004 ), танцьорка
- Джордж Смит (р. 1941), биохимик

Починали в Норуок
- Дейв Брубек (1920 – 2012), музикант
- Zhavia Ward, певица и автор на песни